# Jarno Koskiranta
Jarno Koskiranta (Paimio, 9 dicembre 1986) è un hockeista su ghiaccio finlandese.

## Palmarès

### Mondiali
- 1 medaglia:
  - 1 argento (Russia 2016)